# Flirt (film)
Flirt is een Nederlandse film uit 2005 onder regie van Jaap van Eyck. Van Eyck werkte jarenlang als regieassistent voor Eddy Terstall en bedacht samen met hem het scenario. Deze lowbudgetfilm werd grotendeels zonder salarissen gemaakt. De acteurs zouden pas verdienen wanneer de film het in de bioscoop aardig zou doen. De film kwam echter niet uit de kosten en haalde circa 95.000 euro op.
Actrice Lidewij Mahler werd voor haar rol in Flirt genomineerd voor een Gouden Kalf.
De re-make rechten van de film werden verkocht aan de Verenigde Staten.

## Verhaal
Lex krijgt wat met Ankie en is stapelgek op haar. Hij heeft echter nogal vrijzinnige ideeën over de relaties tussen mannen en vrouwen. Lex is niet voor het actief najagen van polygamie, maar vindt wel dat seksuele omgang met anderen tot op zekere hoogte moet kunnen, zolang mensen elkaar geestelijk maar trouw zijn. Zijn omgeving denkt daar behoorlijk anders over.
Er komen daarom problemen in de relatie tussen Lex en Ankie naargelang hij zijn denkbeelden meer door laat schemeren. Hoewel hij nog niet vreemd is gegaan, kan Ankie het niet verkroppen dat zij in zijn wereld niet de enige is. Ze wil niet nummer één zijn voor Lex, maar nummer enig.
Daarnaast is er Kim, die net haar relatie met Youssouf verbroken heeft omdat ze hem met een ander betrapte. Zij ziet in Lex een doelwit voor haar video-documentaire, waarmee ze wil bewijzen dat mannen niet te vertrouwen zijn. Al snel blijkt Lex zo'n beetje de enige oprechte persoon in de film te zijn, want hoewel alle anderen mooie verhalen vertellen over monogamie en trouw, gaan ze vreemd maar dan in het geheim. Lex komt er daarentegen openlijk voor uit dat hij vindt dat liefde wat hem betreft betekent dat iemand de ander zo min mogelijk bindt, maar gaat juist niet in op betekenisloze mogelijkheden om vreemd te gaan.

## Rolverdeling
- Egbert-Jan Weeber: Lex
- Lidewij Mahler: Ankie
- Rifka Lodeizen: Kim
- Gonny Gaakeer: Pien
- Marcel Hensema: Nico
- Rosa Reuten: Simone
- Lieke Antonisen: Sam
- Kim Pieters: Willemijn
- Javier Guzman: Youssouf
- Frank Lammers: Egbert-Jan
- Eric van Sauers: Foppe
- Wolter Muller: Wouter
- Peer Mascini: Vader Lex
- Carla Hardy: Moeder Lex
- Yorick Zwart: Joost

## Bijrollen
- Anna Drijver: Studente met wie Youssouf vreemdgaat
- Ruben van der Meer: Communicatietrainer die Lex inhuurt
- Carolina Dijkhuizen: Vrouw met wie Willemijn in bed ligt
- Monique van der Werff: Vriendin van Youssouf
- Arend Jan Heerma van Voss: Network executive